# Cochlostoma canestrinii
Cochlostoma canestrinii е вид коремоного от семейство Diplommatinidae. Видът е световно застрашен, със статут Уязвим.

## Разпространение
Разпространен е в Италия.